# You (Robin-Stjernberg-Lied)

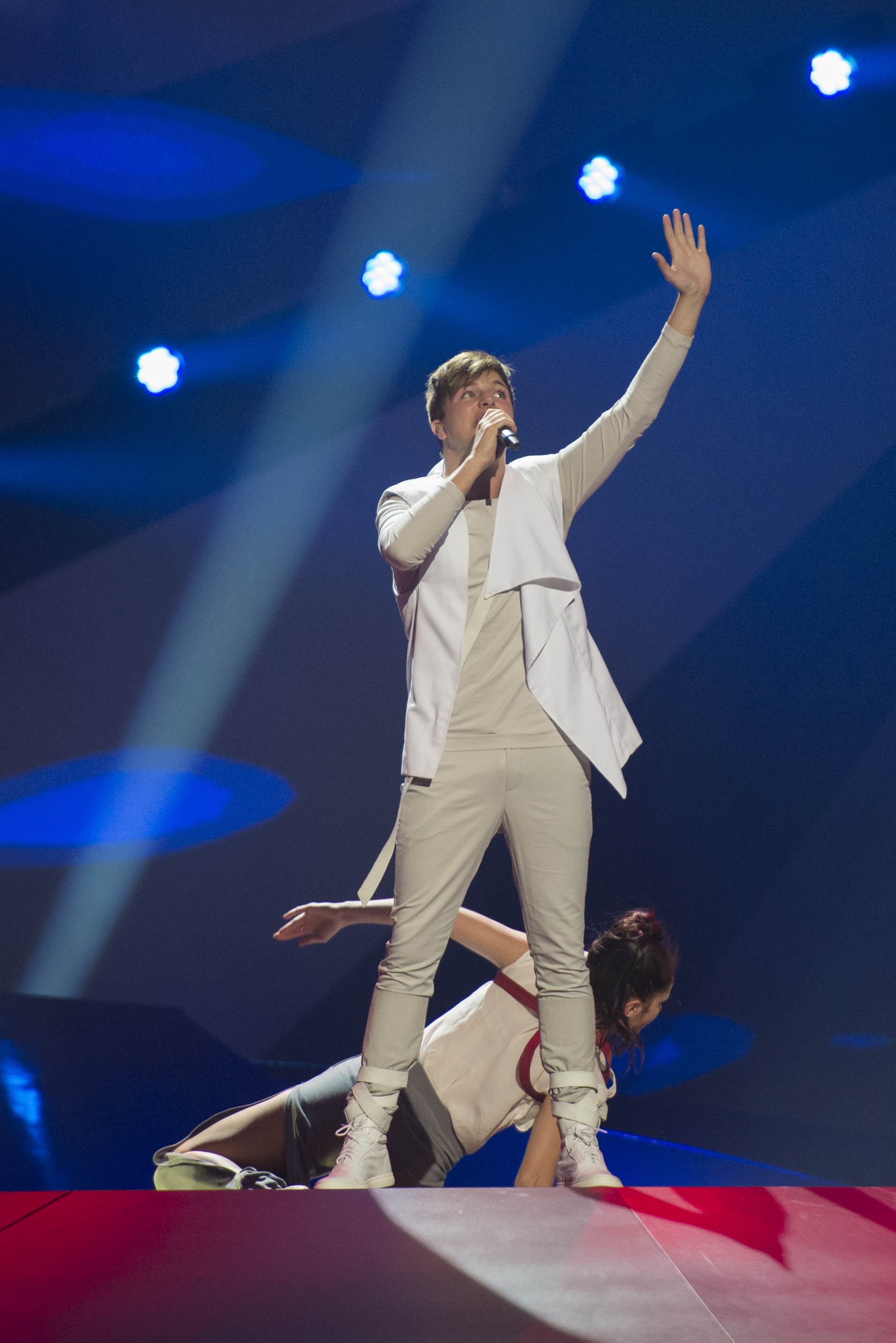
Robin Stjernberg beim ESC 2013

You ist ein Popsong des schwedischen Sängers Robin Stjernberg. Er war Schwedens Beitrag beim Eurovision Song Contest 2013 und erreichte dort Platz 14.

## Eurovision Song Contest
Stjernberg gewann mit dem Lied den Melodifestivalen 2013, die schwedische Vorentscheidung zum Eurovision Song Contest und erreichte mit dem Song fünf Wochen lang Platz 1 in den schwedischen Charts.
Schließlich vertrat er Schweden beim 58. ESC in seinem Heimatland. Im Finale des Eurovision Song Contest in Malmö erreichte Schweden am 18. Mai mit 62 Punkten den 14. Platz.

## Inhalt
Der Popsong handelt von einem begeisterten jungen Musiker, der einer anderen Person nahelegt: „Das verdanke ich dir“. Robin Stjernberg, der auch Co-Autor des Liedes ist, sagte, das Lied handle vom Start seiner Musiker-Karriere.

## Rezeption

### Chartplatzierungen
| ChartsChartplatzierungen     | Höchstplatzierung | Wochen |
| ---------------------------- | ----------------- | ------ |
| Deutschland (GfK)            | 58 (1 Wo.)        | 1      |
| Österreich (Ö3)              | 61 (1 Wo.)        | 1      |
| Schweden (GLF)               | 1 (22 Wo.)        | 22     |
| Vereinigtes Königreich (OCC) | 72 (1 Wo.)        | 1      |

### Auszeichnungen für Musikverkäufe
| Land/Region     | Auszeichnungen für Musikverkäufe (Land/Region, Auszeichnung, Verkäufe) | Verkäufe |
| --------------- | ---------------------------------------------------------------------- | -------- |
| Schweden (IFPI) | 3× Platin                                                              | 120.000  |
| Insgesamt       | 3× Platin ·                                                            | 120.000  |